# Schizymenium serratum
Schizymenium serratum là một loài Rêu trong họ Bryaceae. Loài này được (Cardot & Herzog) A.J. Shaw miêu tả khoa học đầu tiên năm 1985.